# Mister Di
Mister Di – powieść Jerzego Broszkiewicza z 1972 roku. 

## Fabuła
W samolocie lecącym z Rio de Janeiro do Europy, bohater, czterdziestokilkuletni profesor, spotyka diabła, który chcąc dowieść, że ma dostęp również do niewierzących, czyni profesora obiektem swoich żartów. Najbardziej znaczącym z tych żartów jest przeniesienie bohatera w ciało jego własnego syna – nastolatka, co staje się początkiem podróży profesora w świat uczniów liceum, ich zabaw, problemów, przeżyć i doświadczeń.

### Bohaterowie
- Profesor – nieznany z imienia i nazwiska główny bohater i narrator opowieści.
- Marek – syn Profesora, występuje głównie jako „wewnętrzny sufler” Profesora, będącego w ciele syna.
- Mister Di – diabeł, pojawia się pod różnymi postaciami, ale jest zawsze rozpoznawalny dzięki niesamowitemu wyrazowi oczu.

## Wydania, tłumaczenia i adaptacje
Powieść miała dwa wydania (pierwsze w 1972 i drugiej w 1978).
Powieść doczekała się adaptacji radiowej (1975).

## Odbiór
Teresa Brzeska-Smerek określiła ta powieść jako "pełną fantazji i humoru grę z konwencjami literackimi".